# Charles-Léon Jenoudet
Charles-Léon Jenoudet, francoski general, * 14. november 1885, Beaufort, Francija, † 31. julij 1972, Lons-le-Saunier, Francija.